# جون هوب (لاعب كريكت)
جون هوب (28 مايو 1866 في نيوزيلندا - 29 مارس 1950) (بالإنجليزية: John Hope)‏ هو لاعب كريكت نيوزلندي.

## وصلات خارجية
- جون هوب على موقع إي آس بي آن كريك إنفو (الإنجليزية)